# 安永徹
安永 徹（やすなが とおる、1951年11月14日 - ）は、日本のヴァイオリニスト。福岡県福岡市出身。

## 人物・来歴

### 生い立ち、留学以前
1951年、父・安永武一郎（九州交響楽団永久名誉指揮者）、母・リン（声楽家）の音楽家夫婦のもとに生まれる。1964年、13歳の時から江藤俊哉に師事した。
1970年、桐朋学園大学音楽学部入学。在学中の1971年、第40回日本音楽コンクールで第1位を受賞。1974年同大学卒業。

### ドイツ留学とベルリン・フィル入団
1975年、ベルリン芸術大学に入学し、ミシェル・シュヴァルベに師事する。1977年、ベルリン・フィルハーモニー管弦楽団に第1ヴァイオリン奏者として入団、翌1978年、ベルリン・フィルハーモニー弦楽ゾリステンに参加する。
1983年、ベルリン・フィルハーモニー管弦楽団の第1コンサートマスターに就任した。同楽団史上、一般奏者からコンサートマスターに内部昇格した事例は、安永が初であった。

### コンサートマスター就任後
オーケストラ以外でも、ソリストとして、また室内楽においても演奏活動を行う。1990年、石井眞木の『ヴァイオリン独奏のための夜の響き』（Nachtklang für Geige solo）」をベルリン・フィル弦楽ゾリステンで初演する。
妻の市野あゆみ（ピアノ）とデュオを組み、1991年8月にリリースしたCD『安永徹・ヴァイオリン演奏会』は、平成2年度文化庁芸術作品賞を受賞した。1999年からベルリン・フィル・カンマーゾリステンのメンバーとしても活動を始めた。
2009年、ドイツの文化・音楽に特別な貢献をしたとして、独功労勲章・功労十字小綬章をドイツ政府より授与された。定年まで8年を残し、同年2月の演奏会を最後にベルリン・フィルを退団した。

### ベルリン・フィル退団後
ベルリン・フィル退団後、日本の北海道に拠点を移す。市野とのデュオのほか、小編成での室内楽、指揮者を置かないアンサンブルでの活動を志向している。拠点の北海道では札幌コンサートホールのアソシエイト・アーティストに就任して活動も行っている。また、2006年より洗足学園音楽大学で後進の指導にも当たっている。

## 家族
妻はピアニストの市野あゆみ。

## ディスコグラフィー
- ヴァイオリン演奏会（ナミ・レコード、1991年）
- ベートーヴェン：ヴァイオリン・ソナタ第4番、第5番「春」（ポニーキャニオン、1996年）
- ベートーヴェン：ヴァイオリン・ソナタ第6番、第7番、第8番（ポニーキャニオン、1997年）
- ベートーヴェン：ヴァイオリン・ソナタ第9番「クロイツェル」、第10番（ポニーキャニオン、1999年）
- デュオ・コンサート（ナミ・レコード、2001年）
- ベスト・ライヴ・コンサート（ナミ・レコード、2004年）
- モーツァルト：交響曲第41番、他（ワーナーミュージック・ジャパン、2004年）
- メンデルスゾーン：ヴァイオリンとピアノのための二重協奏曲（ワーナーミュージック・ジャパン、2006年）
- モーツァルト：ピアノ協奏曲第22番、他（ワーナーミュージック・ジャパン、2008年）

## その他
- CiNii(安永徹)
- CiNii(安永徹)
- 『音楽って何だろう : 安永徹対談集』新潮社、1990年8月(ISBN:978-4103773016)